# Abd-al-Mujib (nom)
Abd-al-Mujib (àrab: عبد المجيب, ʿAbd al-Mujīb) és un nom masculí teòfor àrab islàmic que literalment significa ‘Servidor de Qui respon’, essent «Qui respon» un dels epítets de Déu. Si bé Abd-al-Mujib és la transcripció normativa en català del nom en àrab clàssic, també se'l pot trobar transcrit Abdul Mugib, `Abdul Mugieb... normalment per influència de la pronunciació dialectal o seguint altres criteris de transliteració. Com a teòfor, també el duen molts musulmans no arabòfons que l'han adaptat a les característiques fòniques i gràfiques de la seva llengua.